# Hobbit. Kho báu dưới núi
Hobbit. Kho báu dưới núi (tiếng Nga: Хоббит. Сокровища под горой, tiếng Anh: Hobbit. Treasures under a mountain) là một bộ phim hoạt họa đồng thoại do hãng Argus International thực hiện trong giai đoạn 1991-1994 tại Moskva.

## Lịch sử
Trong thời đỉnh thịnh của hoạt họa thủ công, các nhà điện ảnh Liên Xô quyết định tiến hành một dự án chuyển thể loạt truyện Chúa nhẫn của tác gia J. R. R. Tolkien thành 3 tập phim hoạt họa mang bản sắc Nga. Ý tưởng này được đề xướng ở giai đoạn cuối Perestroika, khi cuộc cải tổ đã có những tín hiệu tan vỡ.
Mặc dù nền kinh tế và chính trị Tô Liên bấy giờ đã tương đối khó khăn, nhưng chính phủ vẫn chấp thuận xuất vốn đầu tư cho đề án Chúa nhẫn của hãng Argus Film Studio (sau này cải danh thành Argus International / Аргус интернейшнл).
Đầu năm 1991, đề án bước vào quy trình chế tác, cho tới hết năm thì nhìn chung đã xong được nửa tập 1 Hobbit. Kho báu dưới núi.
Tuy nhiên, khi sắp bước sang năm 1992, chính thể Soviet bất ngờ cáo chung. Đề án Chúa nhẫn phiên bản Nga lâm tình trạng bế tắc vì thiếu kinh phí.
Rốt cuộc, trong hai năm kế tiếp, nhà chế tác đã cố gắng tìm tài trợ ở các nơi, song do những khó khăn chung trên toàn quốc bấy giờ nên không nhận được tín hiệu khả quan. Tới năm 1994 đề án phải đình chỉ vô thì hạn.
Sau đó, hãng sản xuất quyết định tung ra thị trường và lên sóng truyền hình đoạn băng VHS gồm 6 phút đầu bộ phim Hobbit. Kho báu dưới núi với hi vọng phần nào thâu hồi những phí tổn.

## Nội dung
Đoạn băng 6 phút có câu giới thiệu "Theo The Hobbit của J. R. R. Tolkien", bắt đầu với cảnh bàn tay nhân vật Bilbo Baggins lần giở trang hồi kí kể lại cuộc hành trình vô định thời trai trẻ.
Kế tiếp là cảnh cư dân thành Dale vui mùa hội. Họ thả lên trời một chiếc diều hình rồng khổng lồ. Cánh diều đang no gió bỗng dưng bị cháy, như điềm báo đô thành sẽ đến ngày tàn vì trận phóng hỏa của ác quỷ Smaug.
Cảnh cuối, phù thủy Galdalf họp đoàn hộ nhẫn trong rừng sâu để thông báo sấm ngôn, rồi dẫn họ tới nhà nhân vật được dự báo rằng có khả năng trừ họa cho Nụy tộc.
| “     | Ngay lúc này... Hãy ngắm lại quá khứ mà hướng tới tương lai. Nhìn cho tỏ, nghe cho rõ, để nhớ thật lâu. Quả thực cách đây đã lâu lắm, chúa Nụy Tộc - Thráin Đệ Nhất, phiêu lưu khắp Trung Nguyên mà phát hiện ngọn núi này. Thế là Nụy Tộc đào sâu vào lòng núi, khai thác được vô khối vàng bạc đá quý, và trở nên giàu có tới mức khôn tưởng. Nhân Tộc ham kiếm chút lãi bèn tới giao thương với Nụy, rồi dựng một thành thị dưới chân núi gọi là Dale. Họ kết ái hữu bên nhau, mặc sức hưởng thái bình. Cho đến ngày nọ... Hãy nhìn, hãy nghe, để nhớ cho rõ. | ” |
| — Tựa | |   |

## Kĩ thuật
- Điều phối: Konstantin Ineshin
- Họa sĩ: Natalya Demidova
- Lồng tiếng: Nikolay Karachentsov (Galdalf), Lev Borisov (Thorin Khiên Sồi)